# Китер, Александр Александрович
Александр Александрович Китер (1813—1879) — врач, основоположник русской хирургической гинекологии, заслуженный профессор, тайный советник.

## Биография
Происходил из Лифляндской губернии; окончил курс в рижской гимназии в 1831 году, в 1835 году окончил с золотою медалью медицинский факультет Императорского Дерптского университета и был оставлен для приготовления к профессорскому званию, а в 1836 году назначен ассистентом Н. И. Пирогова в Дерптской хирургической клинике.
В 1838—1839 годах совершенствовался за казённый счёт за границей. После возвращения 27 января 1840 года он был назначен адъюнктом по кафедре хирургии в Казанском университете; с 1841 года — экстраординарный, затем — ординарный профессор университета. В 1849 году перешёл в Петербургскую медико-хирургическую академию, где возглавил кафедру акушерских болезней.
В апреле 1858 года возведён в чин действительного статского советника. Также он получил звание заслуженного профессора академии.
Состоял главным врачом хирургического отделения 2-го военно-сухопутного Санкт-Петербургского госпиталя и членом медицинского совета министерства внутренних дел.
В октябре 1862 года обязанности ординатора при нём по собственной просьбе стал исполнять Карл Людвиг Гепнер, которого сам Китер охарактеризовал как «дельного и труднозаменимого помощника».
Александр Александрович Китер умер 22 марта (3 апреля) 1879 года в Санкт-Петербурге в чине тайного советника.

## Научные труды
- «De lithotripsiae methodo percussionis, praesertim de apparatu Heurteloupiano ad eam commendato» (диссертация, Дерпт, 1836)
- «De singularum lithotomae methodorum dignitate» (Рига, 1838)
- «Руководство к изучению женских болезней» (в 2-х т., СПб., 1857—1858) — первый русский учебник гинекологии
- «Акушерство новейшего времени»

## Награды
Был награждён орденами: Св. Владимира 3-й ст. (1861), Св. Станислава 1-й ст. (1863), Св. Анны 1-й ст. (1866, с императорской короной к ордену в 1868).